# Ippolito Monighetti

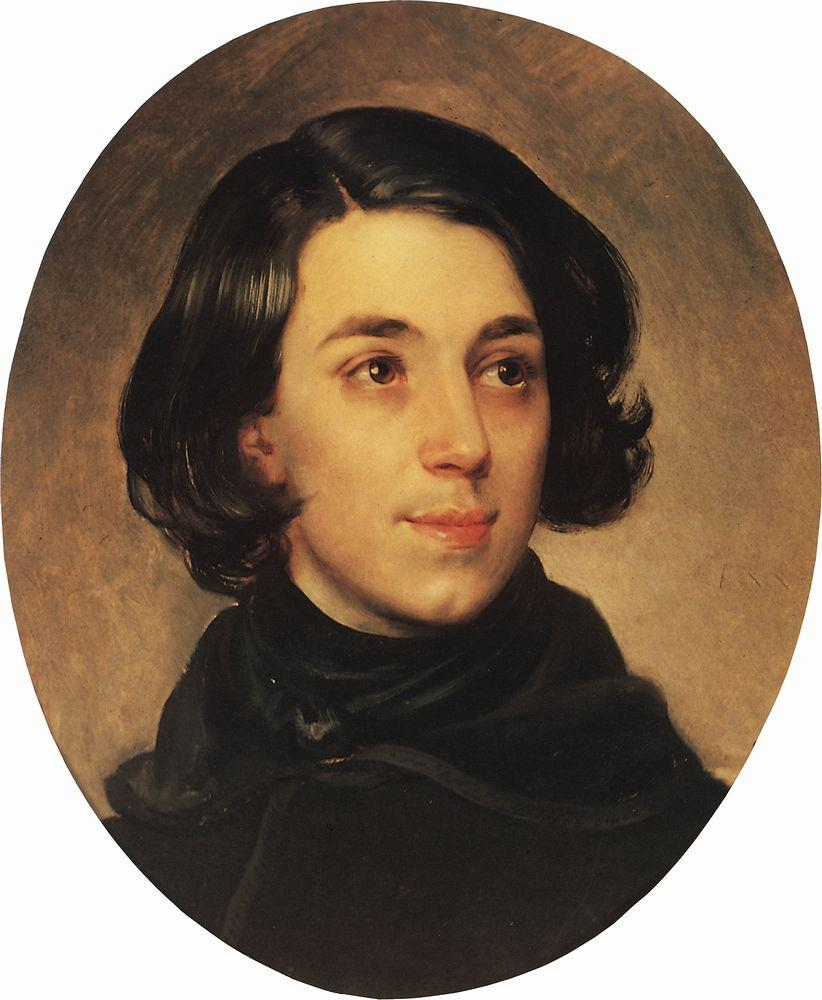
Ippolito Monighetti (Karl Brjullow, 1840)

Ippolito Martin Florian Antonowitsch Monighetti (russisch Ипполит Антонович Монигетти; * 5. Januarjul. / 17. Januar 1819greg. in Moskau; † 10. Maijul. / 22. Mai 1878greg. in St. Petersburg) war ein russischer Architekt und Aquarellist.

## Leben
Monighetti, Sohn des Maurers und Kaufmanns Carlo Antonio Monighetti aus Biasca und seiner Frau Wera Iwanowna geborene Gornostajewa, absolvierte glänzend die Moskauer Stroganow-Zeichenschule. 1834 wurde er Schüler der Kaiserlichen Akademie der Künste in St. Petersburg. Sein Architekturlehrer war Alexander Pawlowitsch Brjullow. 1839 erhielt Monighetti für sein Projekt einer Theaterschule die Kleine Goldmedaille. Am Wettbewerb für die Große Goldmedaille konnte er krankheitshalber nicht teilnehmen. So verließ er die Akademie als Künstler XIV. Klasse und reiste zur Pflege seiner Gesundheit nach Italien. Nach einem längeren Aufenthalt begab er sich nach Griechenland und in den Orient, um die Architekturdenkmäler zu studieren und zu zeichnen. Als er 1847 nach St. Petersburg zurückkehrte, wurde er mit seiner reichen Sammlung von Architekturzeichnungen als Mitglied in die Akademie aufgenommen. Einige seiner Zeichnungen dienten dann der Architekturklasse als Unterrichtsmaterial.
Monighetti wurde nun Chefarchitekt der Kaiserschlösser in Zarskoje Selo. Sein erster Bau dort war das Türkische Bad in der Art einer türkischen Moschee. Er stellte dann Orangerien fertig, er baute zwei Brückenstege im Park und baute einige herrschaftliche Datschen in der Stadt. Darauf baute er in St. Petersburg Häuser für Graf Nowossilzew, Gräfin Apraxina, Fürst Woronzow (an der Moika), Graf Pawel Sergejewitsch Stroganow (an der Sergejewskaja Uliza), Frau Nirotmorzewa und andere. 1856–1857 baute er das Palais der Fürstin M. W. Woronzowa um, das 1895–1897 von Nicolas de Rochefort erneut umgebaut und vom Lesgaft-Institut für Leibeskultur übernommen wurde.
1858 wurde Monighetti zum Professor ernannt. Er war nun mit Projekten für den Bau verschiedener Gebäude für die kaiserliche Datsche in Liwadia auf der Krim beschäftigt. Dazu gehörte auch eine außerordentlich zierliche Kirche im byzantinischen Stil. 1858–1860 gestaltete er in St. Petersburg das Innere des Jussupow-Palasts an der Moika. 1864 arbeitete er das Projekt für den Bau einer russisch-orthodoxen Kirche in Vevey aus. Danach gestaltete er einige Prunkräume im St. Petersburger Anitschkow-Palais, das die Residenz des Kronprinzen Alexander III. werden sollte. Dazu gehörte eine Treppe im Stile Ludwigs XVI., ein Gesellschaftsraum im Stile Ludwigs XIV. und eine Bibliothek im spätromanischen Stil. 1869–1873 war Monighetti mit der luxuriösen Innenausstattung der kaiserlichen Yachten Derschawa und Liwadia beschäftigt. Weitere Arbeiten Monighettis waren ein herrschaftliches Haus für Fürst W. I. Barjatinski auf dessen Kursker Landsitz, die Erneuerung des kaiserlichen Schlosses in Skierniewice bei Warschau (dort wurde 1884 der Dreikaiserbund erneuert) und das Projekt zum Bau eines Gebäudes für das Polytechnische Museum in Moskau. Dieses letzte Projekt konnte Monighetti aufgrund seiner schweren Erkrankung nicht mehr abschließen.

## Werke

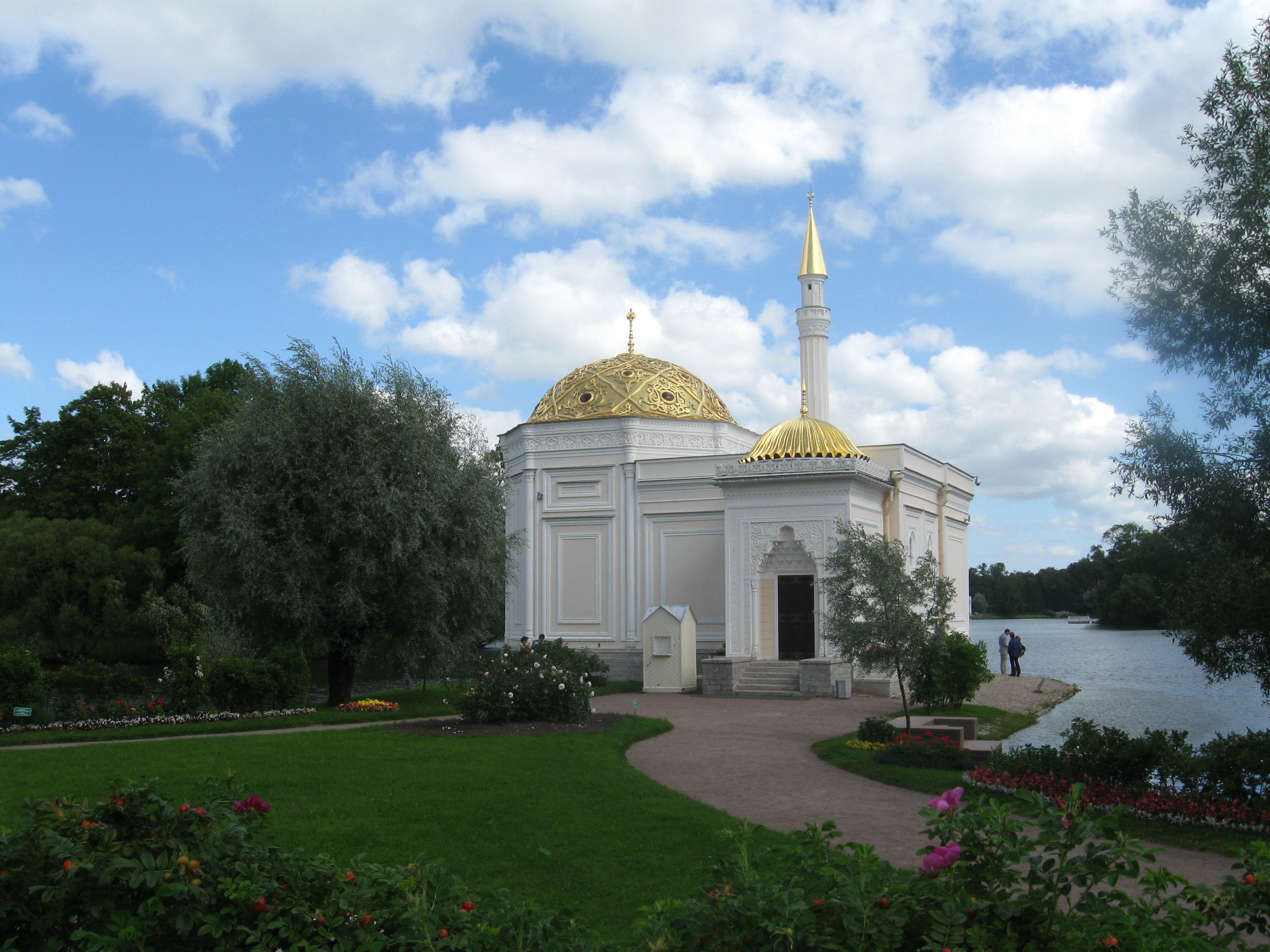
Türkisches Bad, Zarskoje Selo
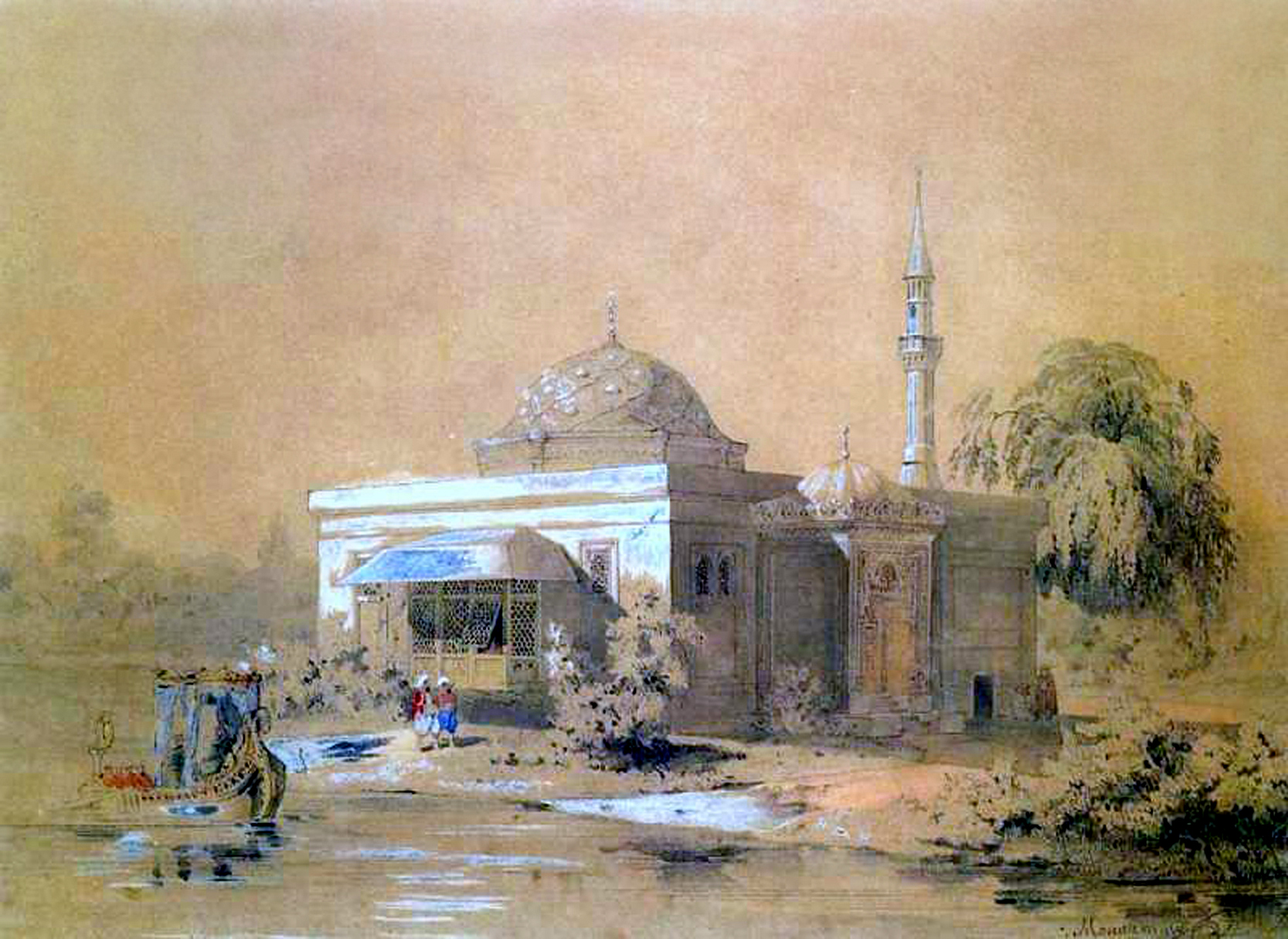
Türkisches Bad (Ippolito Monighetti)
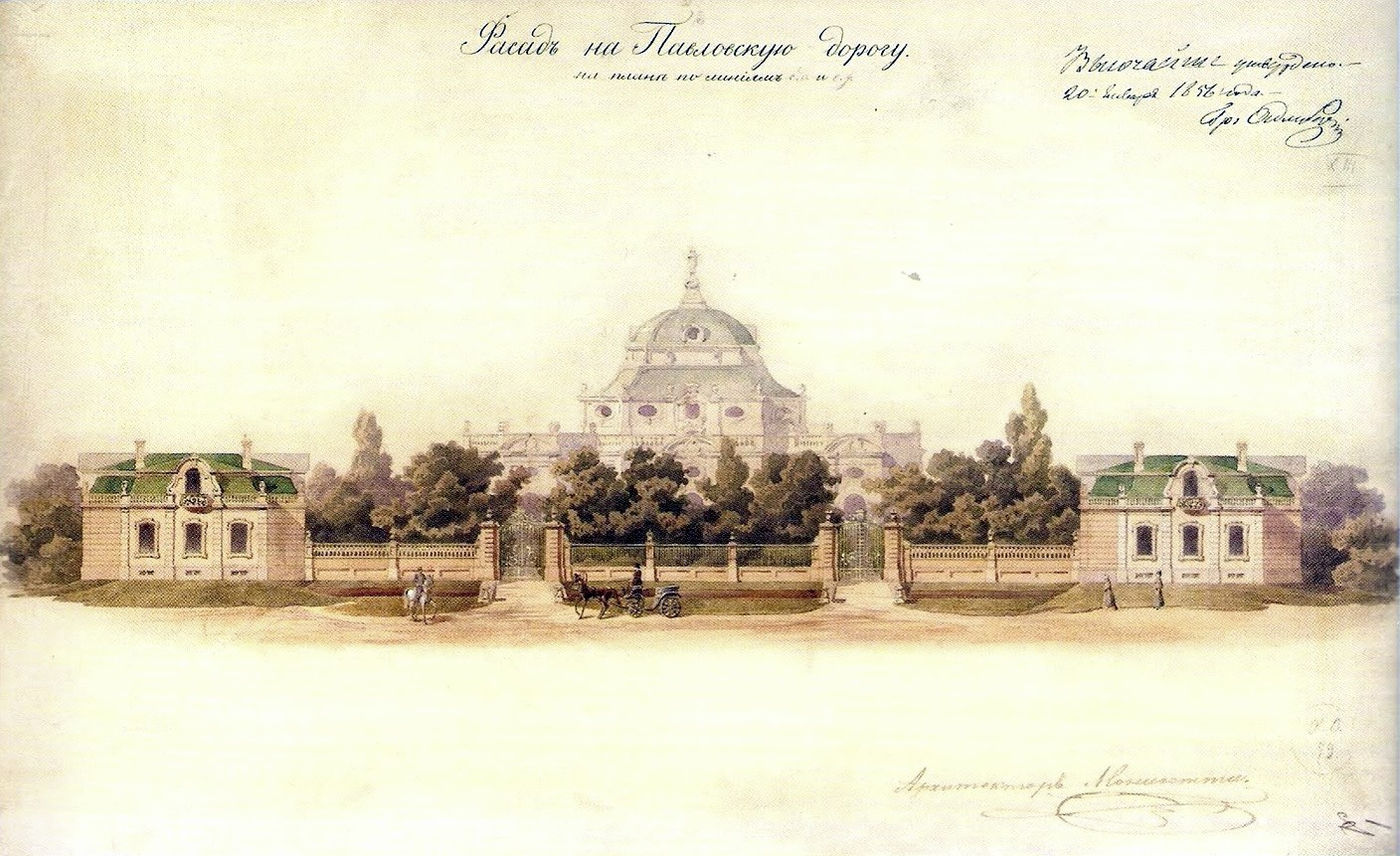
Datsche der Fürstin Sinaida Jussupowa, Zarskoje Selo (Ippolito Monighetti, 1856)
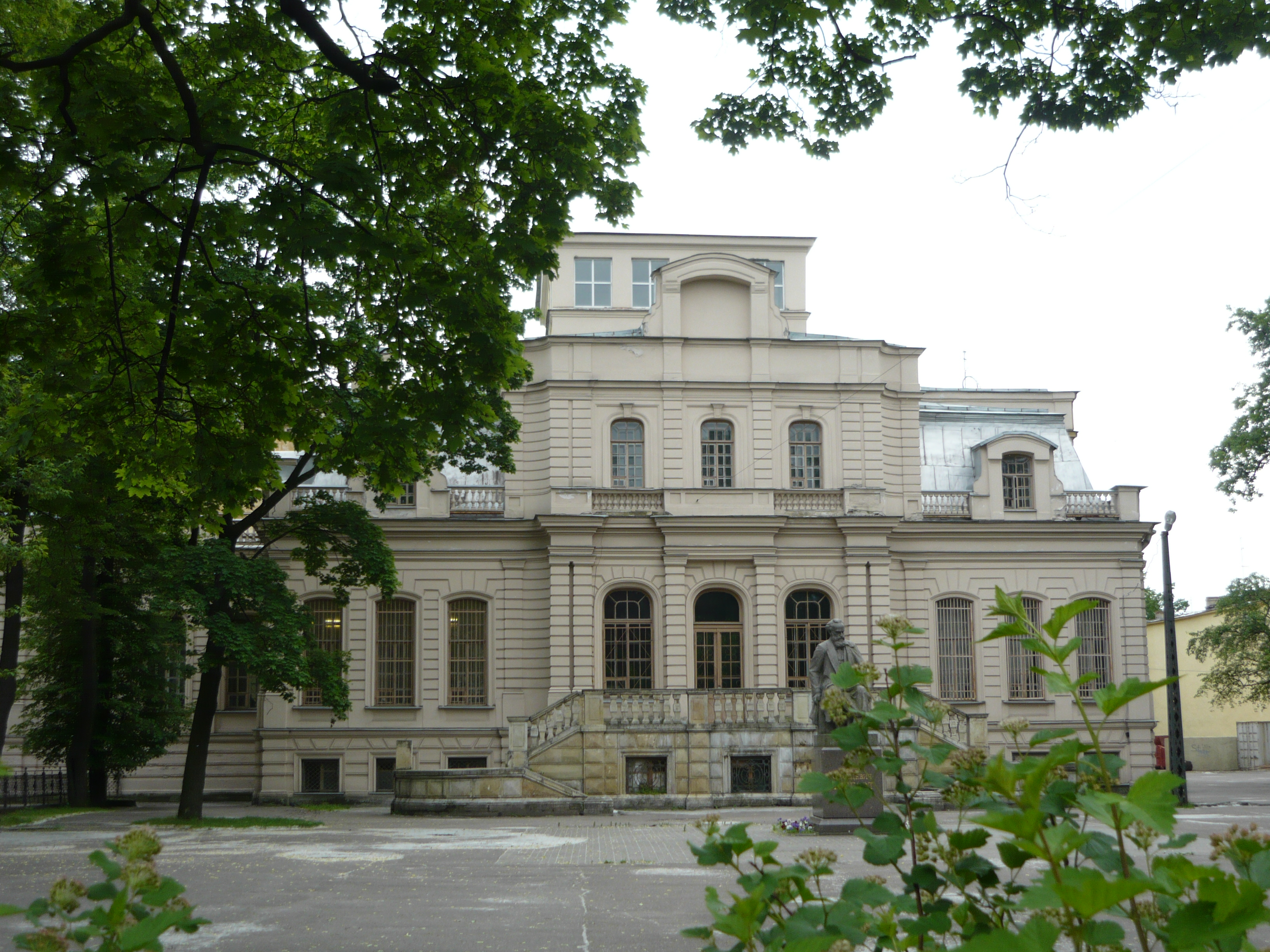
M.-W.-Woronzowa-Palais, Nabereschnaja Reki Moiki 106, St. Petersburg
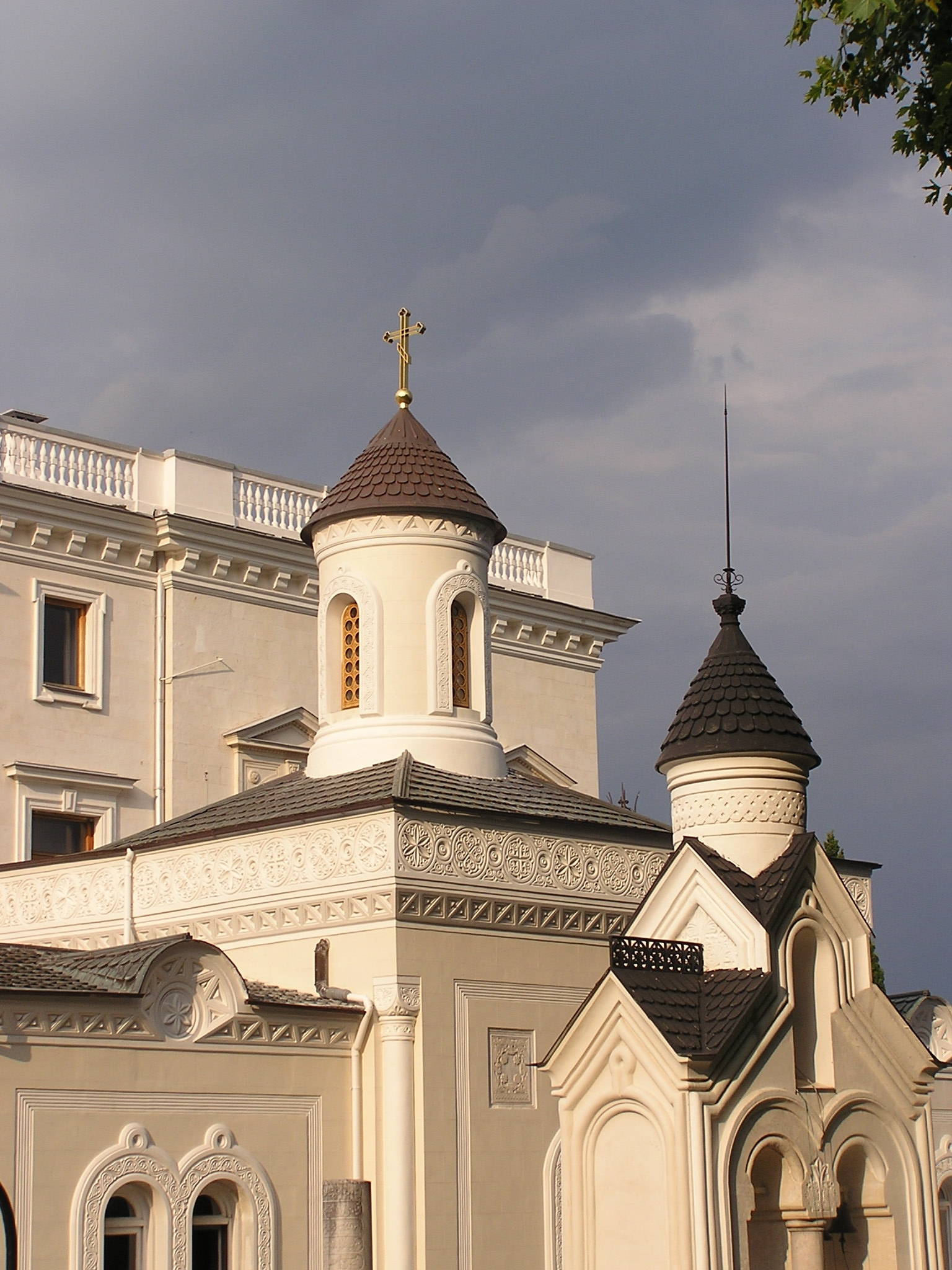
Liwadia-Kirche
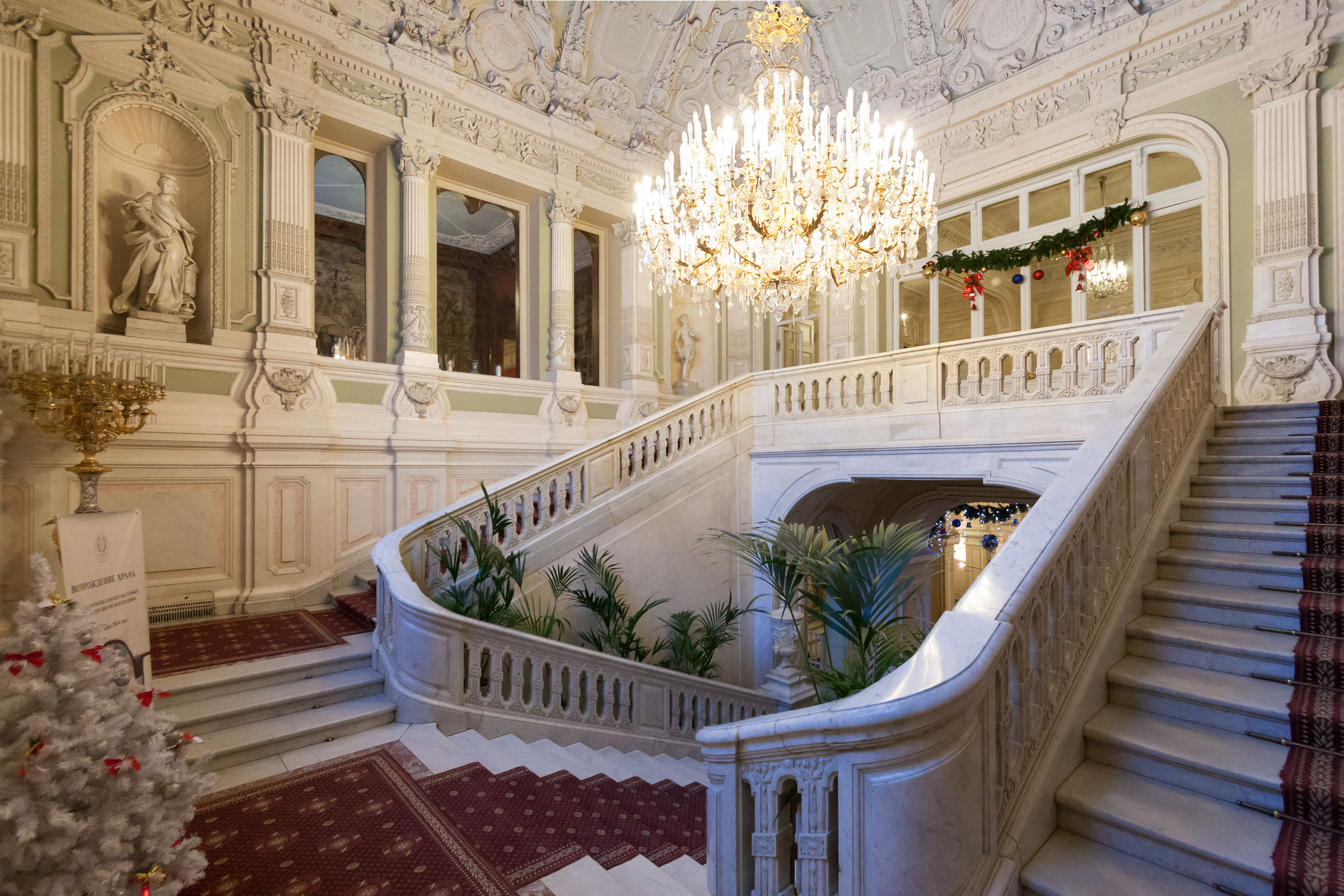
Jussupow-Palast, St. Petersburg
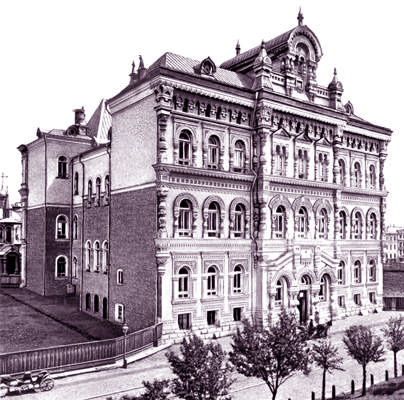
Polytechnisches Museum (Zentralteil, 1880er Jahre), Moskau